# Tinker Tailor Soldier Spy (film)
Tinker Tailor Soldier Spy är en brittisk-fransk thrillerfilm från 2011, regisserad av Tomas Alfredson. Den är baserad på John Le Carrés bok Mullvaden (Tinker, Tailor, Soldier, Spy på originalspråk). Den ska inte förväxlas med TV-serien Mullvaden (med originaltiteln Tinker, Tailor, Soldier, Spy) 1979, som också baseras på John Le Carrés roman.
Titeln kommer från den engelska räkneramsan tinker, tailor, soldier, sailor, richman, poorman, beggarman, thief. Några av orden används som kodnamn för de fem misstänkta mullvadarna.

## Handling
Filmen utspelar sig på 1970-talet och handlar om George Smiley (Gary Oldman), en nyligen pensionerad MI6-agent, som försöker anpassa sig till ett liv utanför säkerhetstjänsten. När en annan agent framför information om att en "mullvad" vistas i The Circus (slang för den brittiska underrättelsetjänsten) tvingas Smiley återigen in i en värld av spionage. Smiley antar senare ett uppdrag att undersöka vilka av hans tidigare kollegor som valt att förråda honom.

## Mottagande
Filmen har fått positiv kritik bland annat från författaren, The Times filmkritiker Martin Palmer och Daily Telegraphs David Gritten.

## Rollista (i urval)
- Gary Oldman – George Smiley
- Colin Firth – Bill Haydon
- Tom Hardy – Ricki Tarr
- Mark Strong – Jim Prideaux
- Ciarán Hinds – Roy Bland
- Benedict Cumberbatch – Peter Guillam
- David Dencik – Toby Esterhase
- Stephen Graham – Jerry Westerby
- Simon McBurney – Oliver Lacon
- Toby Jones – Percy Alleline
- John Hurt – Control
- Svetlana Chodtjenkova – Irina
- Kathy Burke – Connie Sachs